# Catlinite
 (février 2021).
Le contenu est difficilement compréhensible vu les erreurs de traduction, qui sont peut-être dues à l'utilisation d'un logiciel de traduction automatique.

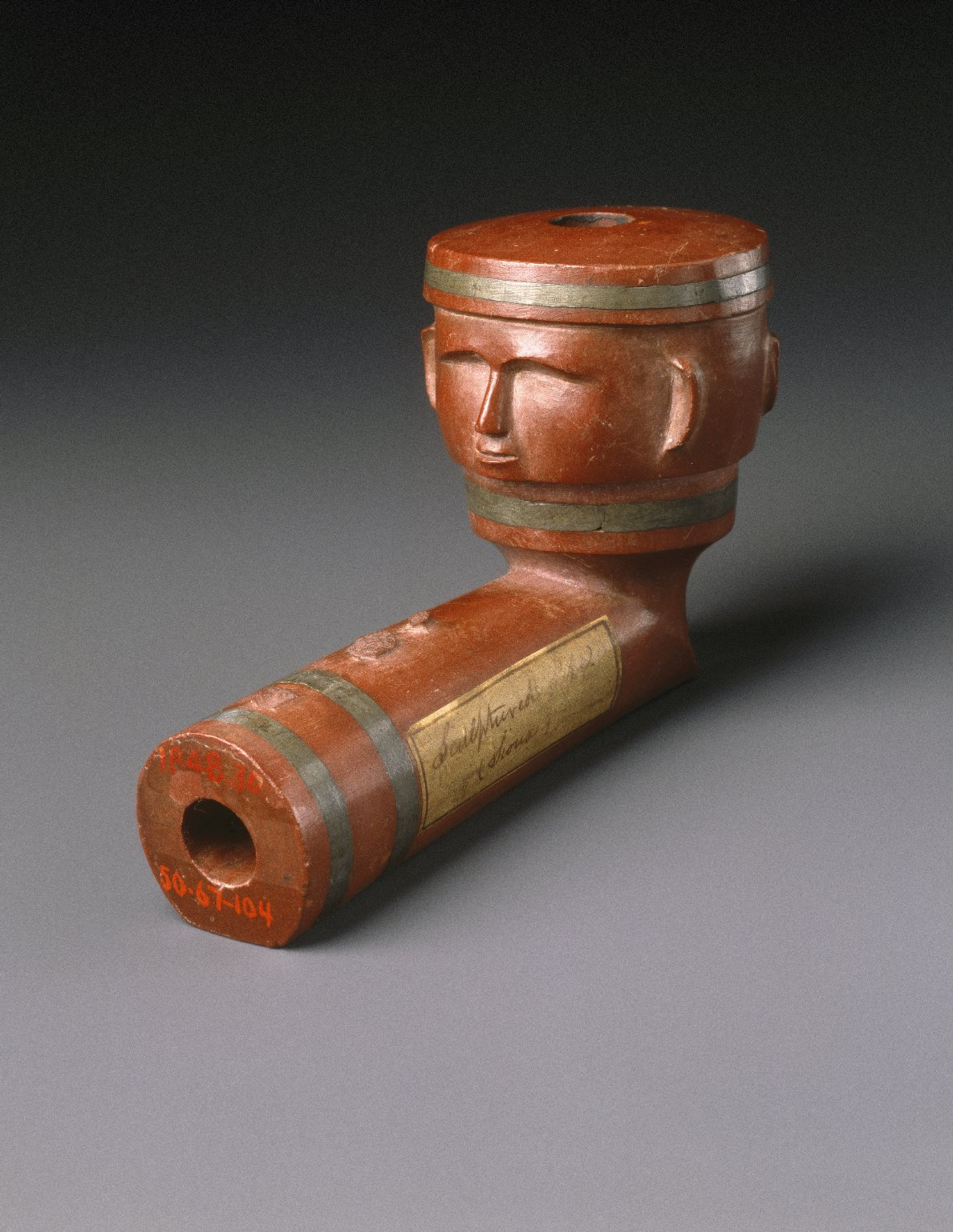
Fourneau de calumet en catlinite.

La catlinite est une variété d'argilite (mudstone métamorphosé), généralement de couleur rouge brunâtre, qui se produit dans une matrice de quartzite de Sioux. Cette roche sédimentaire a des grains fins (granulométrie de 0,062 5 mm avec des grains visibles qu'au microscope) qui permet d'être travaillée aisément par l'homme. Très prisée par les Amérindiens, principalement ceux des nations des Plaines, elle est utilisée dans la fabrication de pipes de cérémonie, appelées chanunpas ou čhaŋnúŋpas en langue lakota. Les carrières de catlinite sont situées et préservées au sein du Pipestone National Monument, dans le comté de Pipestone au Minnesota, et à la rivière Pipestone en Ontario, au Canada.

## Origine
Le nom de catlinite fut donné par Charles Thomas Jackson en 1839 à la suite de la visite du peintre américain George Catlin dans les carrières du Minnesota vers 1835. Selon lui, les Amérindiens utilisaient ces carrières depuis au moins le début du XVIIe siècle. Mais en 1832, Philander Prescott trouve des preuves qui indiquent que les Amérindiens fabriquaient leurs calumets avec les roches du Minnesota dès 1637.
Les deux principales régions recelant des carrières de catlinite se situent au Canada dans la province du Manitoba et aux États-Unis dans l'État du Minnesota, notamment dans le site du Pipestone National Monument.
Les carrières canadiennes du Manitoba ne sont plus utilisées de nos jours.
Les carrières de catlinite de Pipestone sont très profondes et cette roche est arrachée à l'intérieur d'une roche dure, le quartzite. Seuls les Amérindiens inscrits aux carrières du Pipestone National Monument sont autorisés à extraire la catlinite car ce lieu, historique et sacré pour les Amérindiens, est protégé contre toute surexploitation minière.
Seule la catlinite lisse, douce et sans quartzite, facile à couper et à tailler au couteau et d'une belle couleur brun-rougeâtre, est transformée en calumet.

## Variétés
La catlinite du Minnesota est lisse comme du beurre et peut être coupée avec une scie à métaux ordinaire ou même un couteau. Il sort du sol d'une couleur rosâtre souvent avec une couche de crème le protégeant du quartzite dur. Il est plus faible et plus sujet à la rupture sous tension que le pipestone de l'Utah. La plupart des dépôts de catlinite existent sous le niveau des eaux souterraines ou se trouvent dans des couches suffisamment profondes où le sol est constamment humide, car les composés de fer qui donnent à la catlinite sa couleur rouge se transforment rapidement en oxydes de fer lorsqu'ils sont exposés aux éléments et la pierre se dégrade et se décompose[réf. nécessaire].
La catlinite rouge des carrières de Pipestone, dans le Minnesota, est un lit d'argile molle qui se produit entre des couches de quartzite de Sioux dur. Seuls des outils à main sont utilisés pour atteindre la catlinite, il faut donc beaucoup de temps pour y accéder. Seuls les Amérindiens inscrits sont autorisés à extraire la pierre du Pipestone National Monument, et ainsi elle est protégée de la surexploitation. Une autre carrière est située près de Hayward dans le Wisconsin sur la réserve, que les Ojibwés utilisent depuis des siècles. La pierre est plus dure que la pierre du Pipestone National Monument[réf. nécessaire].

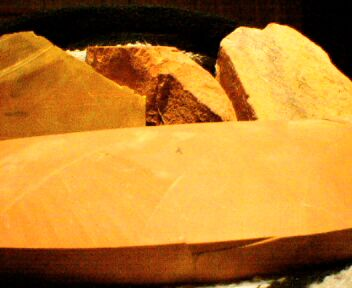
Pipestone rouge de haute qualité de Delta en Utah.

Le pipestone de l'Utah a une gamme plus variable de formes dures et molles, car il se présente sous forme de couches entre les dépôts d'ardoises plus dures. Le pipestone de l'Utah est un sous-produit de l'extraction de l'ardoise de Delta, et plusieurs gisements naturels ont été exploités et utilisés pour la fabrication de canalisations par les Amérindiens de la région pendant des millénaires.
La carrière canadienne n'est plus utilisée, bien qu'il y ait des carrières au Canada où un autre type de pipestone, la pierre noire, est glané. Les Ojibwés utilisent à la fois la pierre rouge et la pierre noire pour leurs pipes sacrées.
La catlinite est souvent utilisée pour fabriquer les tubes creux dans les triangles de pipeclay.

## Autres variétés de pipestone
Il existe une large gamme de pipestones, pas seulement ceux du Minnesota, et de nombreuses tribus amérindiennes utilisent une variété de matériaux en plus de la catlinite pour la fabrication de pipelines.

### Argile à pipe
Les pipes à fumer moulées à partir d'argile humide sont différentes de celles où le fourneau est sculpté dans du pipestone solide puis équipé d'une tige en bois (comme c'est le cas avec les pipes en catlinite).
Les Cherokees de la bande orientale sont des fumeurs sociaux et utilisent des pipes en argile moulée à cette fin.